# Serhij Podolynskyj

Serhij Podolynskyj

Serhij Andrijowytsch Podolynskyj (ukrainisch Сергій Андрійович Подолинський, russisch Сергей Андреевич Подолинский/Sergei Andrejewitsch Podolinski; * 19. Julijul. / 31. Juli 1850greg. in Nowa Jaroslawka, Gouvernement Kiew, Russisches Kaiserreich; † 30. Junijul. / 12. Juli 1891greg. in Kiew, Russisches Kaiserreich) war ein ukrainischer Physiker und Sozialist.

## Familie
Er stammte aus einer Familie mit reichem Landbesitz und war Sohn eines hohen Postbeamten. Seine Mutter war die Tochter eines französischen Botschafters, der unter Napoleon gedient hatte.

## Studium
Serhij Podolynskyj hatte an der physikalisch-mathematischen Fakultät der Universität Kiew studiert und erhielt den Grad eines Kandidaten der Naturwissenschaften. In Kiew besuchte er auch einen Zirkel des Ökonomen Nikolai Iwanowitsch Sieber (1844–1888). 1872 begann er in Paris das Studium der Medizin bei Claude Bernard. Später setzte er sein Studium in Zürich und am physikalischen Institut Breslau fort. Über Pjotr Lawrowitsch Lawrow lernte er Karl Marx kennen.

## Publikationstätigkeit
Podolynskyj verstand sich selbst als Ukrainer und gilt als erster Sozialist, der auf Ukrainisch publizierte (ab 1975). Später brach er mit den russischen Anhängern des Narodnik Lavrov, da er eine eigene ukrainische sozialistische Partei Gründen wollte. Er arbeitete zwischen 1878 und 1882 am ukratinischen Journal Hromada mit, das in Genf herausgegeben wurde. Die hromoda (Gemeinde), nach der die Zeitschrift benannt war, war in der Vorstellungswelt der ukrainischen Sozialisten und Volkstümler der Gegenentwurf zur russischen Dorfgemeinde mir (oder obscina).

## Der Sozialismus und die Einheit der physischen Kräfte
Sein Hauptwerk „Die Arbeit des Menschen und ihr Verhältnis zur Energieverteilung“ ist in vier verschiedenen Sprachen und in unterschiedlichen Fassungen erschienen. Darin versucht er den Begriff der Arbeit in der Arbeitswerttheorie, wie sie Marx verwendet, physikalisch fassbar zu machen. Ausgangspunkt ist, dass alle auf der Erde angesammelte Energie hauptsächlich von der Sonne und in geringerem Maße aus dem Inneren der Erde (Erdwärme) und vom Mond (Gezeitenkräfte) kommt und der Mensch durch seine Arbeit nur diese Energie davon abhält sich zu zerstreuen. Menschliches Leben hing nach dieser Theorie also im Wesentlichen davon ab, wie der Strom der Sonnenenergie genutzt wird. Er setzt sich mit den Aussprüchen dreier berühmter Ökonomen auseinander:

„Quesnay hat gesagt: „Die Arbeit ist unproduktiv.“ Adam Smith – „Nur die Arbeit ist produktiv.“ Say – „Die Arbeit ist produktiv, die Naturkräfte sind produktiv und die Kapitale sind produktiv“. Ist es möglich solche Widersprüche in Einklang zu bringen?“

Seine Schlussfolgerung lautet, dass der energetische Gesichtspunkt mit der Ansicht vereinbar ist, der zufolge Arbeit Wert schafft.
Vergleichbare Ansätze wurden von Leslie White, Wilhelm Ostwald und Frederick Soddy entwickelt, aber offenbar ohne dass ihnen Podolynskyjs Arbeit bekannt war.

## Rezeption durch Marx und Engels
Überliefert sind zwei Briefe von Podolynskyj an Marx (30. März 1880 und 19. Dezember 1880). Marx' Antwortbriefe sind nicht überliefert. Marx notierte Podolynskyjs Adresse in seinem Notizbuch und fertigte ein Exzerpt dazu in seinem „Heft XI“ auf den Seiten 47 bis 49 an. Auch informierte Marx Friedrich Engels über die Arbeit von Podolynskyj. Engels  äußerte sich negativ zu Podolynskyjs Aufsatz. Marx exzerpierte den Artikel Le Travail humain et la Conservation de l'Energie (1880). Diese Arbeit von Marx ist in Marx-Engels-Gesamtausgabe Abteilung IV. Exzerpte und Notizen. Band 27 erschienen.

## Werke
- Die Dampfmaschine (auf Ukrainisch)
- Über die Armut (auf Ukrainisch)
- Das Leben und die Gesundheit der Bevölkerung in der Ukraine
- Handwerk und Fabriken in der Ukraine (1880)
- Le Travail Humain et la Conversation de l'Energie. In: Revue internationale des sciences biologiques. Octave Doin, Paris 1880, Vol. 5, S. 57–80.
- Socialisme, Nihilisme,  Terrorisme. In: La Revue socialiste. Nr. 6, Lyon 1880, S. 304–306.
- Le Socialisme et l’Unité des Forces Physiques. In: La Revue. Socialiste. Nr. 8, Lyon 1880, S. 353–365.
- Trud cheloveka i ego otnoshenie k raspredeleniiu energii. In: Slovo. Nr. 4/5, Sankt Petersburg 1880, S. 135–211.
- Il socialismo e l'unità delle forze fisiche. In: la Plebe. Band XIV, Neue Folge, Nr. 3, S. 13–16, und Nr. 4, S. 5–15, Mailand 1881. Wiedererscheinen in Quaderni di storia ecologica. Nr. 1, Dezember 1991, Mailand, S. 139–152.
- Der Sozialismus und die Einheit der physischen Kräfte. In: Arbeiter-Wochen-Chronik. Nr. 32, 33, 37, Budapest 1881.
- Menschliche Arbeit und Einheit der Kraft. In: Die neue Zeit. Revue des geistigen und öffentlichen Lebens. Band 1, 1883, Teil 1: Heft 9, S. 413–424 Digitalisat, Teil 2: Heft 10, S. 449–457 Digitalisat

## Sekundärliteratur
- Karl Marx: Kommentierung zu Le Travail humain et la Conservation de l'Energie,[12] MEGA. IV. Abt., Band 27 online: https://megadigital.bbaw.de/exzerpte/detail.xql?id=M7705146#outline-3
- Juan Martinez -Alier: Energieberechnung und der Begriff der »Produktivkrafte« (PDF; 3,4 MB), PROKLA 1987, S. 67, 71 ff.
- Fritz Söllner: Thermodynamik und Umweltökonomie (Habilitation), 1996, S. 149 ff.
- V. S. Česnokov: Sergej Andreevič Podolinskij. 1850-1891. Nauka, Moskau 2001 (2, Aufl. 2006)Ausführlichste Arbeit über ihn, mit Abdruck des Konspekts von Marx, von Briefen und des Artikels aus dem „Slovo“.
- John Bellamy Foster und Paul Burkett: Ecological Economics and Classical Marxism: The "Podolinsky Business" Reconsidered. In: Organization Environment. 2004, Ausgabe 17, S. 32 ff., deutsch: Stoffwechsel, Energie und Entropie in Marx’ Kritik der politischen Ökonomie Jenseits des Podolinsky-Mythos Teil 1 in: PROKLA 159, S. ?? ff.; Teil 2 in: PROKLA 160, S. ?? ff.
- Thomas Gehrig: Der entropische Marx. Eine Bitte an den Marxismus, die Entropie-Kirche im thermodynamischen Dorf zu lassen in: PROKLA 165, S. 619–644.
- Valerij Formićev: Marx' Exzerpt von S. A. Podolinsky: Le Travail Humain et la Conversation de l'Energie (Revue internationale des sciences biologiques, 1880). In: Beiträge zur Marx-Engels-Forschung. Neue Folge 2012. Argument, Hamburg 2014, ISBN 978-3-86754-680-5, S. 112–124.